# Seychellenkikkers
De seychellenkikkers (Sooglossidae) vormen een familie van kikkers. De groep werd voor het eerst wetenschappelijk beschreven door Gladwyn Kingsley Noble in 1931. Vroeger werd ook de soort Nasikabatrachus sahyadrensis tot deze familie gerekend maar dit wordt beschouwd als achterhaald.
Het is een kleine familie met twee geslachten en vier soorten. Alle soorten zijn endemisch op de Seychellen, echter alleen op het hoofdeiland Mahé en het noordwestelijk gelegen Silhouette. Seychellenkikkers blijven klein, ze leven in vochtige biotopen als bemoste bosgrond en onder stenen en zijn alleen actief bij regenachtig weer. Van enkele soorten is bekend dat het vrouwtje een vorm van broedzorg vertoont.
De recentelijk ontdekte familie neuskikkers (Nasikabatrachidae), bestaande uit slechts één soort Nasikabatrachus sahyadrensis, is sterk verwant maar komt voor in India. De soort Sooglossus thomasseti behoorde vroeger tot het geslacht Nesomantis, dat tegenwoordig niet meer wordt erkend. Het geslacht Sechellophryne is een opsplitsing van Sooglossus uit 2007.

## Taxonomie
Familie Sooglossidae
- Geslacht Sechellophryne Nussbaum & Wu, 2007
  - Soort Gardiners seychellenkikker (Boulenger, 1911) - Sechellophryne gardineri
  - Soort Sechellophryne pipilodryas (Gerlach and Willi, 2002)
- Geslacht Sooglossus Boulenger,1906
  - Soort Seychellenkikker (Boettger, 1896) - Sooglossus sechellensis
  - Soort Thomasset's seychellenkikker (Boulenger, 1909) - Sooglossus thomasseti

Allophrynidae · 
Alsodidae · 
Alytidae · 
Aromobatidae · 
Arthroleptidae · 
Myobatrachidae · 
Batrachylidae · 
Blaasoppies · 
Bombinatoridae · 
Boomkikkers · 
Brachycephalidae · 
Calyptocephalellidae · 
Ceratobatrachidae · 
Ceratophryidae · 
Conrauidae · 
Craugastoridae · 
Cycloramphidae · 
Dicroglossidae · 
Echte kikkers · 
Eleutherodactylidae · 
Fluitkikkers · 
Glaskikkers · 
Gouden kikkers · 
Graafkikkers · 
Hemiphractidae · 
Hylodidae · 
Knoflookpadden · 
Limnodynastidae · 
Megophryidae · 
Mexicaanse gravende padden · 
Micrixalidae · 
Microhylidae · 
Nasikabatrachidae · 
Nieuw-Zeelandse oerkikkers · 
Nyctibatrachidae · 
Odontobatrachidae · 
Odontophrynidae · 
Padden · 
Pelodytidae · 
Petropedetidae · 
Phrynobatrachidae · 
Pijlgifkikkers · 
Ptychadenidae · 
Pyxicephalidae · 
Ranixalidae · 
Rhinodermatidae · 
Rietkikkers · 
Scaphiopodidae · 
Schuimnestboomkikkers · 
Seychellenkikkers · 
Spookkikkers · 
Staartkikkers · 
Telmatobiidae · 
Tongloze kikkers